# ويليام كيز
ويليام كيز (بالإنجليزية: William Keys)‏ هو عسكري أسترالي، ولد في 2 فبراير 1923 في Lidcombe ‏ في أستراليا، وتوفي في 3 مايو 2000 في كوينبيان في أستراليا.